# Snopes
Snopes是一个事实查核网站，建立于1994年，常被用于都市传奇的验证和辟谣。Snopes是威廉·福克纳小说描述的一个家族的名字。CNN、MSNBC、财富、福布斯、纽约时报曾引用Snopes的内容。2017年，该网站每月约有2000万人访问。

## 外部連結
- 官方网站
- Snopes.com的Facebook專頁
- snopes的X（前Twitter）